# Storia di un disertore
Storia di un disertore (Kirmes) è un film del 1960 diretto da Wolfgang Staudte.

## Trama
Un militare tedesco fugge dal fronte russo e torna al suo villaggio natale ma tutti hanno paura e non gli danno asilo, nemmeno il padre. L'unica persona che lo aiuta è una deportata francese ma l'amore appena sbocciato non riduce la disperazione del ragazzo che si uccide.